# 田园之家

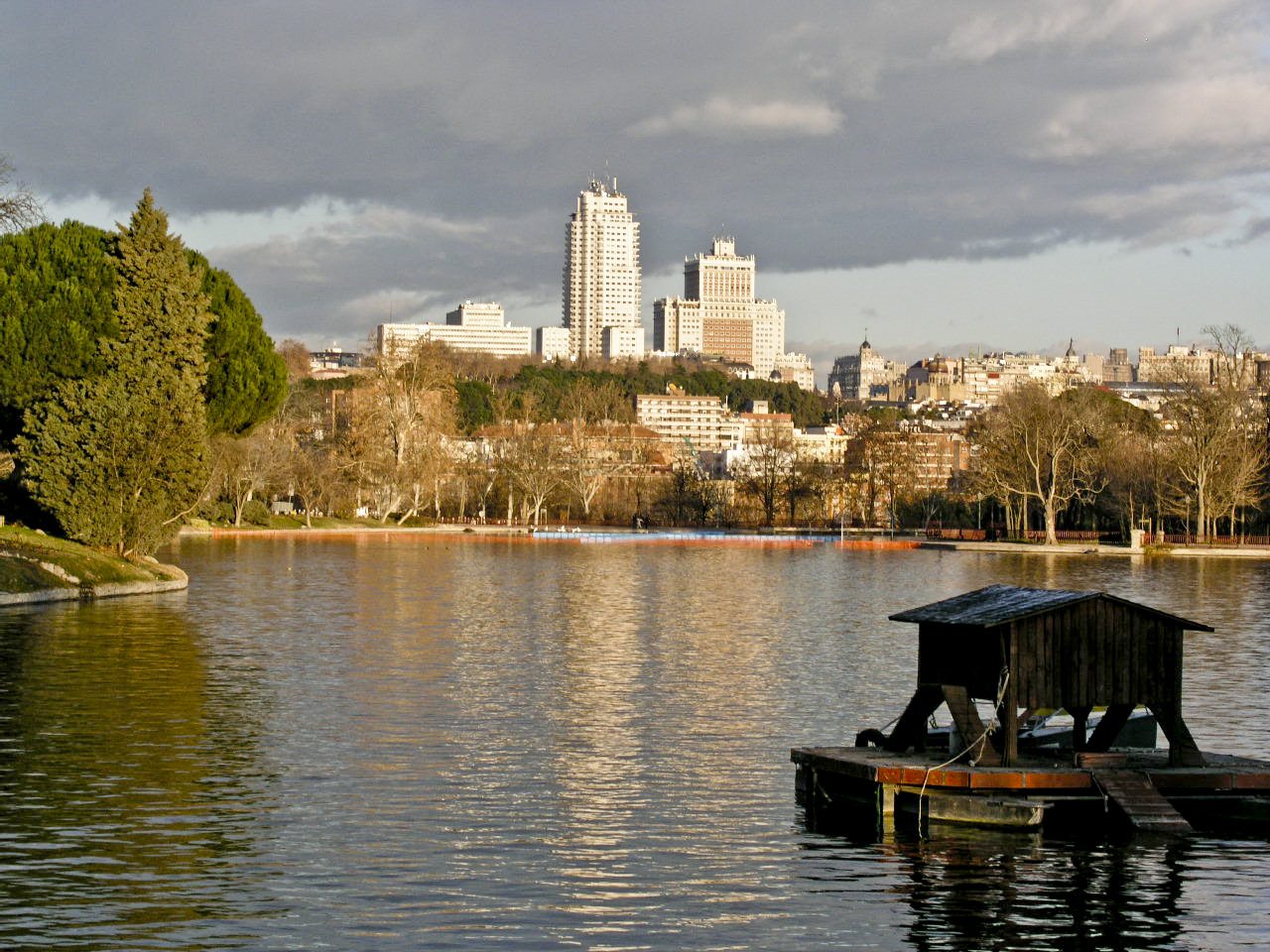
田园之家的湖泊，后方是西班牙广场的建筑群

田园之家（西班牙語：Casa de Campo）是西班牙首都马德里最大的城市公园，位于市中心以西。过去这里是皇家狩猎场。面积1700多公顷。
马德里游乐园和马德里动物园都位于这个公园之内。常有全家人在此休闲，享受好天气，欣赏周围的松鼠，野兔和不同种类的野生鸟类。
在1936年–1939年的西班牙内战期间，田园之家是马德里保卫战的前线。